# Pan & Scan

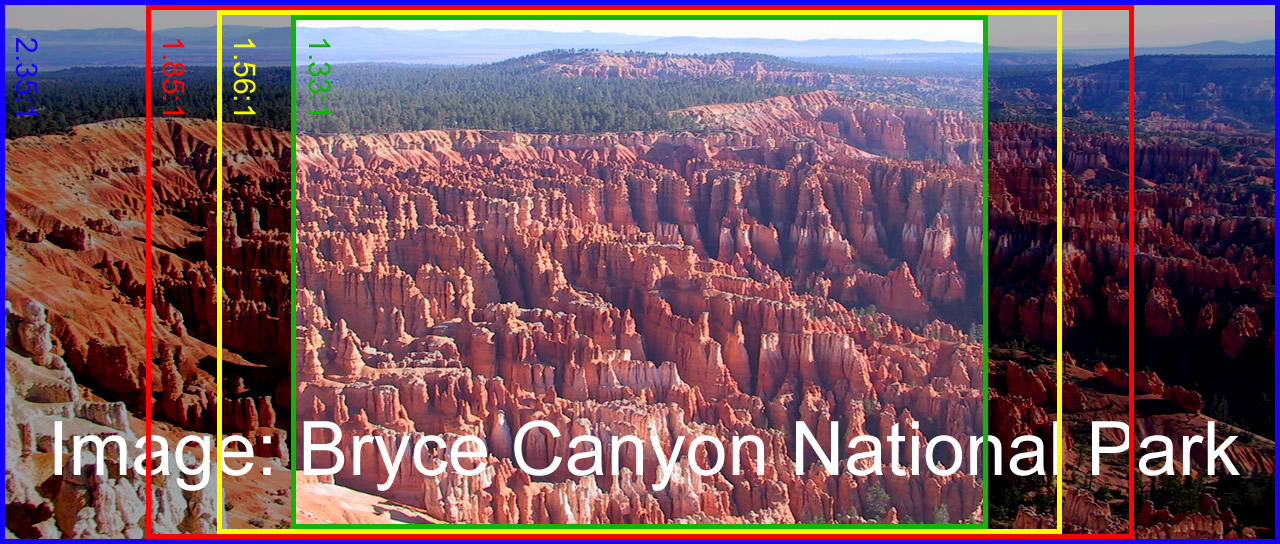
Ein Bild des Grand Canyon im Cinemascope-Format und die verschiedenen durch Pan & Scan erzielbaren Bildausschnitte.

Pan & Scan [pæn ənd skæn] ist ein Verfahren, mit dem versucht wird, einen Teil eines Breitwand-Kinobildes auf einem 4:3- oder 16:9-Fernseh- oder Computerbildschirm darzustellen.
Seinen Namen hat das Verfahren von dem englischen Fachwort „pan“ (für das Schwenken der Filmkamera): Mit Pan & Scan erhält der Zuschauer oder Videobearbeiter die Möglichkeit, wie mit einem schwenkbaren Fernglas in Echtzeit denjenigen Bildausschnitt des (nicht vollständig anzeigbaren) Breitwand-Bildes auszuwählen, der auf dem Bildschirm angezeigt werden soll, beispielsweise die gerade sprechenden Schauspieler. Bei Breitwand-Filmen, die per Pan & Scan für eine TV-Ausstrahlung bearbeitet wurden, ist also anschließend nie das gleiche Bild wie im Kino zu sehen, sondern immer nur ein links und/oder rechts beschnittener Teil des Originalbilds – je nach Originalformat des Filmbildes sowie Seitenverhältnis des Fernseh- bzw. Computerbildschirms betragen die Verluste 33–50 Prozent.
Bei 16:9-Bildschirmen (1,78:1) ist Pan & Scan nur für das amerikanische Breitwandformat (1,85:1) sowie Filme im Cinemascope-Format (2,35:1) sinnvoll, da Filme im europäischen Breitwandformat (1,66:1) komplett auf einen 16:9-Bildschirm passen. Bei traditionellen Röhrenfernsehern mit 4:3-Bildschirmen dagegen ist Pan & Scan für alle drei Breitwandformate einsetzbar.
Eine andere Möglichkeit der Darstellung zu breiter Filme auf einem Fernseh- oder Computerbildschirm ist das verlustfreie Letterboxing, bei dem, statt das Bild links und rechts zu beschneiden, oben und unten schwarze Balken eingefügt werden, so dass das Originalbild diesmal zwar nicht beschnitten wird, nun aber wesentlich kleiner erscheint als mit Pan & Scan. Es sind auch Kompromisse zwischen den beiden Verfahren möglich, indem links und/oder rechts ein schmalerer Bildstreifen abgetrennt und zugleich oben und unten ein schmalerer schwarzer Streifen eingefügt wird.
Auf DVDs, die Material im Breitbildformat enthalten, können Pan & Scan-Informationen gespeichert sein, welche es dem DVD-Player erlauben, auf einem herkömmlichen 4:3-Fernsehgerät den vom Videobearbeiter jeweils gewählten Bildausschnitt darzustellen. Normalerweise lässt sich im Menü des Recorders wählen zwischen den Abspielmodi „16:9“ (für Breitbildschirme), „4:3 Letterbox“ und „4:3 Pan & Scan“. Allerdings enthalten in Europa und anderen PAL-Gebieten erschienene DVDs nur selten tatsächlich die hierfür nötige Informationsspur, sodass die Player meist unabhängig von der Menüeinstellung die Breitbild-Materialien auf 4:3-Fernsehgeräten im Letterbox-Verfahren darstellen. Bei DVDs für den Markt in Nordamerika und anderen NTSC-Gebieten sind häufiger Pan & Scan-Informationen vorhanden, da die dortigen Zuschauer dieses Verfahren sowohl vom analogen TV-Betrieb als auch von VHS-Kassetten her stärker gewohnt sind, auch bedingt durch die im Vergleich zu herkömmlichen PAL-Geräten deutlich geringere Auflösung herkömmlicher NTSC-Fernseher. Seitdem sich höher auflösende Flachbildschirme im Breitbildformat fast flächendeckend gegen die herkömmlichen Röhrenfernseher durchgesetzt haben, bieten aber auch NTSC-DVDs oft keine Informationen zu Pan & Scan mehr.